# Tóth Csaba (festő)

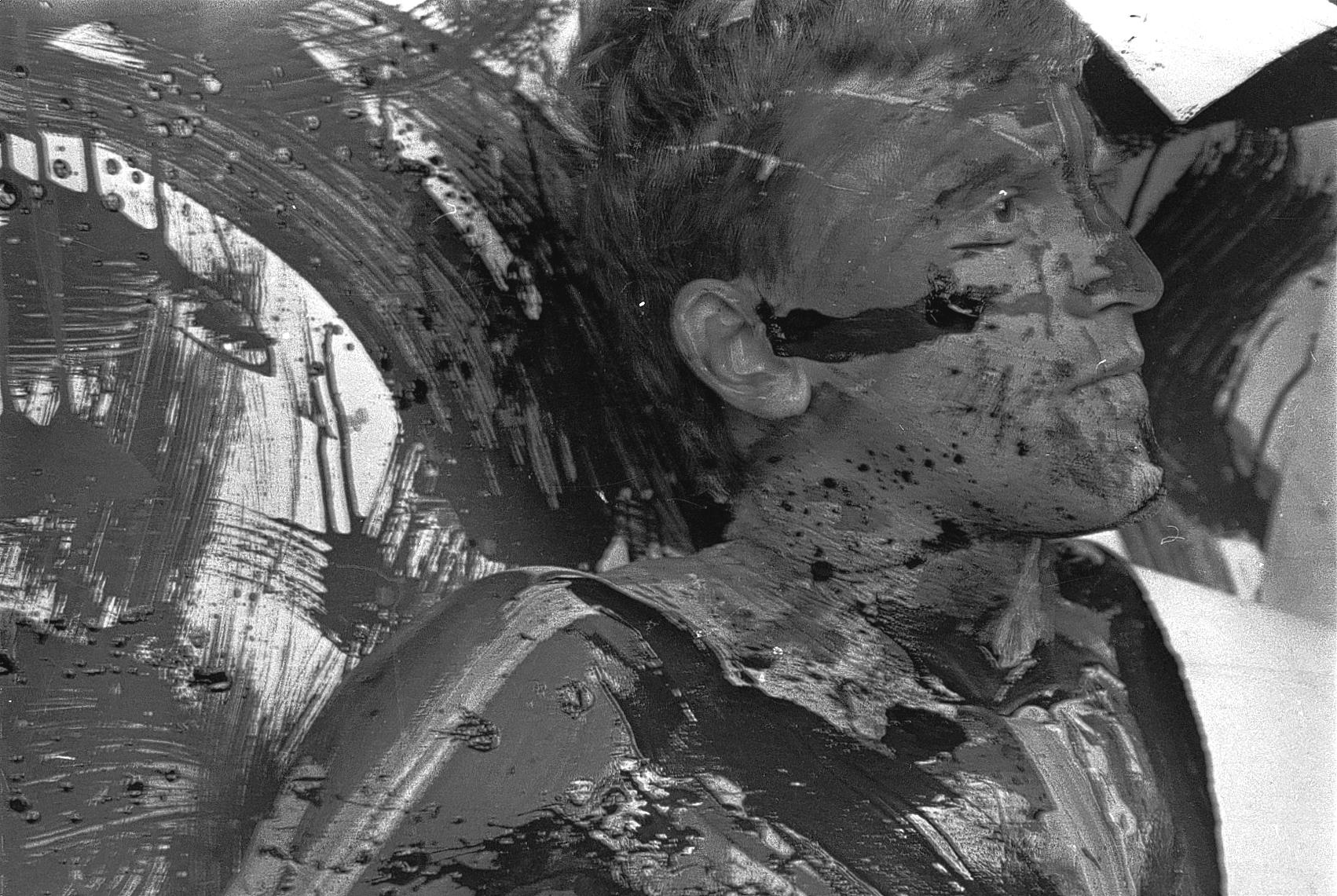
"Amikor Tóth Csaba teste volt a vászon..." - akciófestés, 1985

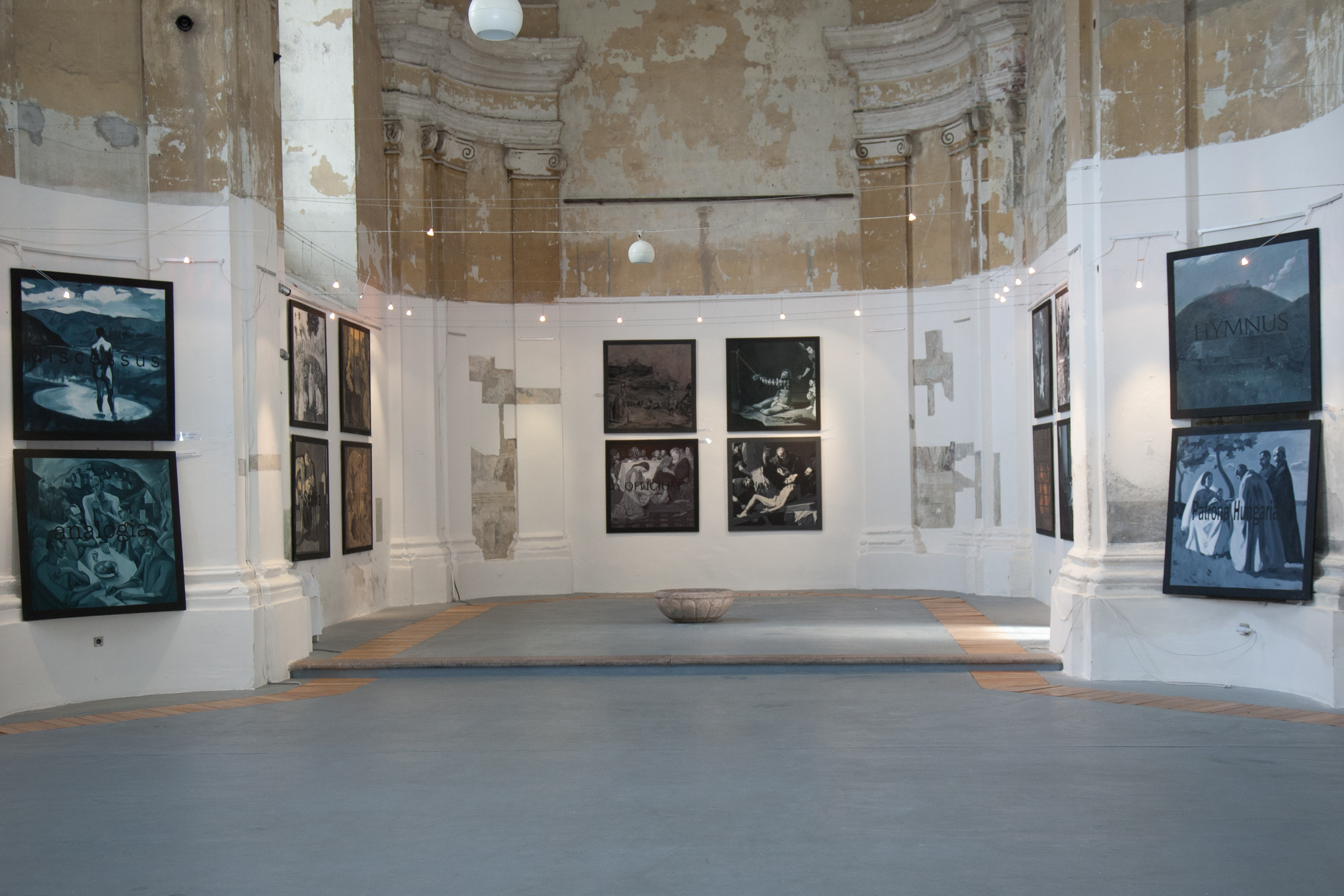
Tóth Csaba révkomáromi kiállítása 2014-ben

Tóth Csaba (Szombathely, 1959. február 28. –) Munkácsy-díjas magyar képzőművész.

## Életpályája
1977-ben érettségizett a Budapesti Képző- és Iparművészeti Szakközépiskola játékkészítő-grafika szakán. 1978-80 között a Szépművészeti Múzeumban dolgozott. 1985-ben diplomázott a Magyar Képzőművészeti Főiskola festő szakán, ahol mestere Sváby Lajos volt. 1986 és 1990 között művészeti előadó volt a Vas Megyei Tanács Művelődési Osztályán. 1990-től a szombathelyi Berzsenyi Dániel Tanárképző Főiskolán tanított, 2000-2002 közt a Rajz Tanszék vezetője volt. 1991-2000 között óraadó tanára a szombathelyi Művészeti Szakközépiskolának. Jelenleg a Nyugat-magyarországi Egyetem (2017. február 1-től Eötvös Loránd Tudományegyetem) Savaria Egyetemi Központ Vizuális Művészeti Tanszékének docense. 1995-től tagja a Magyar Képzőművészek és Iparművészek Szövetségének, 2003-tól pedig a Magyar Rajztanárok Országos Egyesületének, valamint alapító tagja a Rumi Rajki Műpártoló Körnek (1990). Képzőművészeti tárgyú írásai jelentek meg az Árgus, Életünk, Hitel, Kortárs, Magyar Múzeumok, Műértő, Pannon Tükör, Vasi Szemle folyóiratokban és a Művészetbarátok Egyesületének lapjában. A Vasszécsenyi Plain Air Művésztelepet 2016-ban ötödik alkalommal szervezte meg. A vasi képzőművészet elkötelezett támogatója, előmozdítója. Folyamatos szervezője a Hegyháti Képtárnak a vasvári Békeházban, ami a vasi képzőművészek állandó tárlata. Festészetére jellemző a négyzetesen komponált, interpretált monokróm képsorozatok, melyek egy-egy téma köré szerveződnek. Az Appropriation art hazai művelője, festményeinek új jelentést adnak a képekbe komponált latin feliratok.  

## Egyéni kiállítások
- 1980 - Berzsenyi Dániel Tanárképző Főiskola, Szombathely
- 1981 - Stúdió Galéria, Szombathely
- 1982 - Óvónőképző és Zeneművészeti Szakközépiskola, Szombathely (Hartung Sándorral)
- 1984 - Óvónőképző és Zeneművészeti Szakközépiskola, Szombathely (Szarka Péterrel)
- 1985 - Bibó István Szakkollégium, Budapest „Évezredvégi képeslapok”; - Kortárs Művészeti Fórum, Budapest (Kisléghi Nagy Ádámmal)
- 1986 - Színház, Körmend „A tragédia születése”
- 1989 - Pestlőrinci Iskolagaléria, Budapest „Évezredvégi képeslapok”
- 1990 - Narancs Klub, Szombathely „Eschatologia”
- 1991 - Collegum Hungaricum, Bécs (Erwin Reisnerrel)„Dialógus”; - Magyar Kulturális Központ, Prága (Erwin Reisnerrel) „Dialógus”
- 1993 - Tűzoltó utca 72., Budapest „Interpretációk”; - Várfok Galéria, Budapest (Gerber Pállal és Sebastian Weissenbacherrel) - Vizivárosi Galéria, Budapest; - Galéria Arcis, Sárvár (Varga Bernadettel) „Világvégkiállítás”; - Médium Galéria, Szombathely (Kecskés Miklóssal és Kisléghi Nagy Ádámmal)
- 1994 - Művelődési Központ, Lenti (Varga Bernadettel); - Városi Galéria, Körmend „Tenebrosso”; - Médium Galéria, Szombathely „A táj elváltozása”; - Evangélikus Akadémia, Mülheim „Salz und Leben”
- 1995 - Evangélikus Akadémia, Hamburg „Salz und Leben”; - Evangélikus Akadémia, Meissen „Salz und leben”; - Savaria Tourist, Szombathely „Régi új képek”
- 1996 - Artichaux Galéria, Budapest; - Várgaléria, Lendva; - Városi Galéria, Hévíz (Varga Bernadettel)
- 1997 - Trébely Galéria, Szombathely „Analógiák”; - Városi Hangverseny- és kiállítóterem, Zalaegerszeg; - Katolikus Továbbképző Intézet, Szombathely; - Csillag Terem, Kőszeg
- 1998 - Katolikus Akadémia, Lilienthal „Salz und Leben”; - Evangélikus Akadémia, Loccum „Salz des Lenens”
- 1999 - Városi Művelődési Központ, Győr; - Galéria Arcis, Sárvár (Bartek Péter Pállal és Szántó Istvánnal) „Pittura Colta”
- 2000 - Savaria Múzeum, Szombathely „Iconostasion”; - Evangélikus Templom, Cegléd „Iconostasion”
- 2001 - Castrum Galéria, Vasvár „Ars Hungarica”
- 2002 - Katolikus Templom, Fót; - Művelődési Központ, Répcelak (Varga Bernadettel); - Médium Galéria, Szombathely (Szántó Istvánnal és Szkok Ivánnal); Kulturális Központ, Mosonmagyaróvár „Korszerűtlen képek”
- 2003 - Kölcsey Galéria, Körmend (Varga Bernadettel); - Templomgaléria, Hochneukirkchen (Geszler Máriával és Tornay Endre Andrással)
- 2004 - KuKuMu, Oberschützen (Herbert Bockkal)
- 2005 - MG Galéria, Budapest „Reménytelenül”; -  Szent István Művelődési Ház, Székesfehérvár „Költőnk és kora”

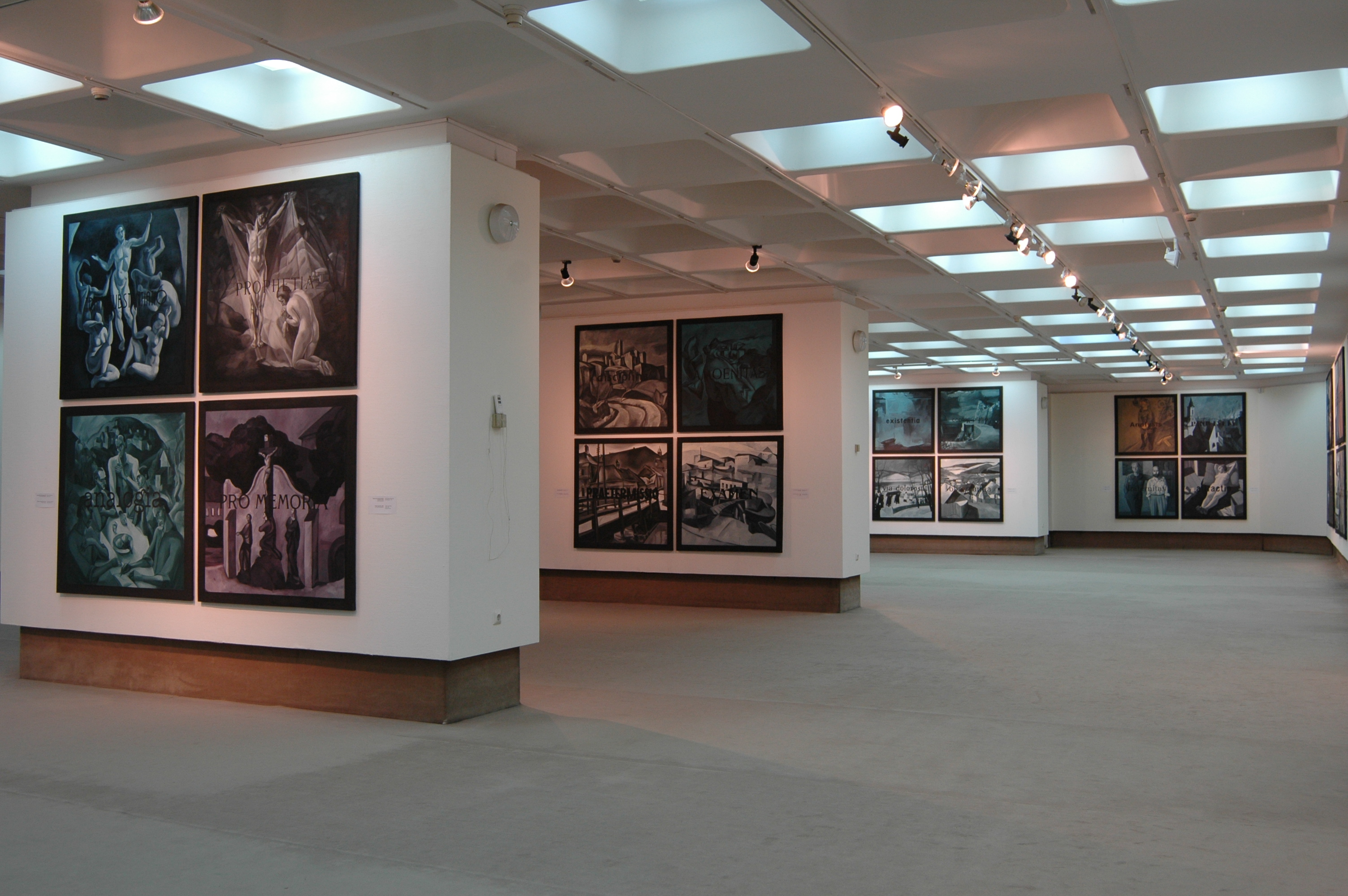
„Hommáge á Cézanne" című tárlata 2006-ban a Szombathelyi Képtárban

- „Hommáge á Cézanne" című tárlata 2006-ban a Szombathelyi Képtárban 2006 - Szombathelyi Képtár „Hommáge á Cézanne”
- 2007 - Veresegyház, Agora Kör „Április 11”; - Pintér Sonja Galéria, Budapest „Végső dolgok”; - Agora MSH Galéria, Szombathely „Tájszerkezetek”
- 2010 - Galéria Arcis, Sárvár „Nagybányai kirándulás”; - Élő-Tér Galéria, Szombathely (Kisléghi Nagy Ádámmal) „Akciófestés”
- 2014 - Limes Galéria, Komarno „Malevics négyzete”
- 2016 - Zero Galéria, Szombathely „In memoriam”; - Berzsenyi Dániel Könyvtár, Szombathely „József Attila képei”

## Csoportos kiállítások
- 1976 - Képző-és Iparművészeti Szakközépiskola, Budapest
- 1983 - Városi Galéria, Szentendre „Művészeti Főiskolák Fesztiválja”
- 1985 - Művésztelep, Tihany; - Barcsay Terem, Budapest „Diploma-kiállítás”
- 1986 - Várgaléria, Lendva „14. Nemzetközi Művésztelep”
- 1987 - Kaposvári Galéria, Kaposvár „VI. Dunántúli Tárlat”; - Toulouse „Képzőművészeti Akadémiák I. Nemzetközi Fesztiválja”
- 1990 - Somogyi Képtár, Kaposvár „VII. Dunántúli Tárlat”; Uránia, Berlin „9 Nyugat-Magyarországi Művész”
- 1991 - Médium Galéria, Szombathely „Tűrttiltott”
- 1992 - Képtár, Szombathely „A gondolat valósága”; - Képtár, Szombathely „A Lendvai Nemzetközi Művésztelep”; - Vaszary Képtár, Kaposvár „Közép-Kelet Európai Képeslap”; - Minorita Galéria, Graz „Kenyér és bor asztaltársaság”; - Maribor, Po Horje Szálloda „Po Art”; - Parlament, Ljubljana „Po Art”; - Kulturcentrum, Oberschützen
- 1994 - Trapolt Múzeum, Kolding „Magyar rapszódia”
- 1995 - Várgaléria, Stadtschlaining „Pannonisches Kunstforum”
- 1996 - Vaszary Képtár, Kaposvár „Kárpát-medencei Korpusz”; -  Vasarely Múzeum, Budapest „Kárpát-medencei Korpusz”; - Hatvani Galéria „Magyar Tájképbiennálé”
- 1997 - Pompei „Nemzetközi Egyházművészeti Biennálé”; - Ferenczy Múzeum, Szentendre „Tremendum” (Hamvas Béla és a képzőművészet); -  Hatvani Galéria „Magyar Portrébiennálé”
- 1998 - Hatvani Galéria „Szent Adalbert Egyházművészeti Kiállítás”
- 1999 - Galéria, Dunaszerdahely „A lendvai  vár képzőművészeti gyűjteménye”; - Savaria Múzeum, Szombathely „A lendvai vár képzőművészeti gyűjteménye”; - Somogyi Galéria, Pápa „15 művész Vas megyéből”; - Médium Galéria, Szombathely „Szent Márton”; -  Városi Múzeum, Kressbronn „Tremendum”
- 2000 - Zwinger, Kőszeg „Ősi gyökereink”; -  Műcsarnok, Budapest „Dialógus”
- 2001 - Képtár, Szeged „Nyári Tárlat”; - Művészetek Háza, Szombathely „Művészeti Műhelyek”; - Látványtár, Tapolcadiszel „Írott képek”; 2002 - Képtár, Kecskemét „1. Kortárs Keresztény Ikonográfiai Biennálé”; - Képtár, Szombathely „Örökölt Realizmus”
- 2003 - Olasz Intézet, Szeged „Nyári Tárlat”; - Eszterházy Kastély, Eisenstadt „Eurégió”
- 2004 - Médium Galéria, Szombathely „Képben az irodalom”, - Irokéz Galéria, Szombathely „Rejtett gyűjtemények”; -  Zikkurát (Nemzeti Színház) Budapest, - Képtár, Szombathely „Új művek”
- 2005 - Képtár, Kecskemét „2. Kortárs Keresztény Ikonográfiai Biennálé”; - Olasz Intézet, Szeged „Nyári Tárlat”; - Pesterzsébeti Múzeum, Budapest „Keresztény ikonográfia a kortárs magyar művészetben”; - Várfok Galéria, Budapest „Önarckép”
- 2006 - Médium Galéria, Szombathely „Vörös és fekete”; - Piarista Kápolna, Budapest „Vendégség”
- 2007 - Jezsuita Gimnázium, Miskolc „Vendégség”; - Piarista Gimnázium, Szeged „Vendégség”; - Magyar Galéria, Pozsony „Vendégség”; - Képtár, Szombathely „Nagy művek”; - Szt. István Bazilika Altemploma, Budapest „Élő magyar szakrális festészet”; - Piarista Kápolna, Budapest „Forrás”; - Pintér Sonja Galéria, Budapest „Nyomkereső” (Appropriation art)
- 2008 - Piarista Gimnázium, Szeged „Forrás”; - Jezsuita Gimnázium, Miskolc „Forrás”; - Magyar Galéria, Pozsony „Forrás”; - Regionális Kulturális Központ, Szeged „XII. Táblaképfestészeti Biennálé”; - Biblia Múzeum, Budapest „Jézus példázatai a magyar festészetben”; -  Csillag Terem, Kőszeg „Biblikus témák a magyar művészetben”; - Vár, Siklós „A Lendvai Nemzetközi Művésztelep”; - Képtár, Kecskemét „Keresztény ikonográfia a kortárs magyar képző-és iparművészetben”; - Képtár, Szombathely „Ars Pannonica - I. Szombathelyi Képzőművészeti Biennálé”; - Lágymányosi öböl, Budapest „Szakrális festészet ma”;
- 2009 - Galéria, Szolnok „Kortárs szakrális festészet Magyarországon”; - Székely Bertalan Művészeti Központ, Szada „Angyalok”
- 2010 - Festőterem, Sopron „Művésztanárok”; - Művészeti Szakközépiskola, Szombathely „Neuroart”; - Semmelweis Szalon, Budapest „Kortárs szakrális festészet”
- 2011 - Szent István Bazilika, Budapest „Mai magyar szakrális festészet a Kárpát-medencében”
- 2012 - Udvarház Galéria, Veresegyház „Hatosfonat”; - Párbeszéd Háza, Budapest „Biblia Pauperum”
- 2013 - Képtár, Kecskemét, „Corpus”; - Szent István Templom, Kiskunfélegyháza „Corpus”; - Vitalitas Galéria, Szombathely „Szent Márton ábrázolások a kortárs művészetben”
- 2014 - Vízivárosi Galéria, Budapest „Fényt hozzon…”; - Klebersberg Kultúrpalota, Budapest „Számvetés” - Szakrális, keresztény, vallásos és egyházi művészet, keresztény ikonográfia a kortárs magyar művészetben; - Pécsi Galéria, Pécs „A tékozló fiú” - Keresztény ikonográfia a kortárs magyar művészetben; - Petőfi Irodalmi Múzeum, Budapest „Napjainkat sorra fölgyújtják az esték”
- 2015 - Ceglédi Galéria, Cegléd „A Nagykőrösi Művésztelep”; - Gőcseji Múzeum, Zalaegerszeg „A Megtestesülés misztériuma”
- 2016 - Képtár, Szombathely „Kortársunk Szent Márton”

## Művek közintézményekben
2006-ban az „Iconostasion” képsorozatából állandó kiállítás nyílt a Szombathelyi Premontrei Rendi Gimnáziumban.

## Köztéri alkotások
- 1988 Savaria Laktanya, Szombathely: Derkovits Emlékfal (pannó) – megsemmisült
- Savaria Laktanya, Szombathely: A régi Szombathely (pannó) – megsemmisült
- 1989 Karlsbad Vendéglő, Hévíz: A régi Hévíz (secco)
- 1995 Ibrahim Kávézó, Kőszeg: A régi Kőszeg (pannó)
- 1996 Keresztény Közösségi Ház, Vasszécseny: Árpád fejedelem (pannó)

## Díjak
- 1985 - Kortárs Művészeti Fórum, Budapest - Nívódíj (Kisléghi Nagy Ádámmal)
- 1989 - Képző-és Iparművészeti Lektorátus - Vas Megyei Bíróság murális tervpályázatának megosztott első díja (Kisléghi Nagy Ádámmal)
- 1992 - Közép-Kelet Európai Képeslapok, Kaposvár (kiállítási díj)
- 2008 - Ars Pannonica (Vas megye díja)
- 2016 - Munkácsy Mihály-díj; Kortársunk Szent Márton (Szombathely város különdíja)